# استان الیودورو کاماچو
استان الیودورو کاماچو (به اسپانیایی: Provincia de Eliodoro Camacho) یکی از استان‌های بولیوی در بولیوی است که در شهرستان لاپاز (بولیوی) واقع شده‌است. استان الیودورو کاماچو ۲٬۰۸۰ کیلومتر مربع مساحت و ۵۳٬۷۴۷ نفر جمعیت دارد.